# Kopa Trofæet
Kopa Trofæet (fransk: Trophée Kopa) er en årlig pris som bliver uddelt af France Football til den bedste fodboldspiller under 21-år. Prisen blev først uddelt i 2018, og er opkaldt efter den tidligere franske fodboldspiller Raymond Kopa.
Prisen bliver uddelt på basis af en afstemning, hvor at tidligere vindere af Ballon d'Or stemmer.

## Vindere
| År   | Rang                                     | Spiller                                  | Klub                                     | Point                                    |
| ---- | ---------------------------------------- | ---------------------------------------- | ---------------------------------------- | ---------------------------------------- |
| 2018 | 1.                                       | Kylian Mbappé                            | Paris Saint-Germain                      | 110                                      |
| 2018 | 2.                                       | Christian Pulisic                        | Borussia Dortmund                        | 31                                       |
| 2018 | 3.                                       | Justin Kluivert                          | Ajax Roma                                | 18                                       |
|      |                                          |                                          |                                          |                                          |
| 2019 | 1.                                       | Matthijs de Ligt                         | Ajax Juventus                            | 58                                       |
| 2019 | 2.                                       | Jadon Sancho                             | Borussia Dortmund                        | 49                                       |
| 2019 | 3.                                       | João Félix                               | Benfica Atlético Madrid                  | 41                                       |
|      |                                          |                                          |                                          |                                          |
| 2020 | Aflyst på grund af Coronaviruspandemien. | Aflyst på grund af Coronaviruspandemien. | Aflyst på grund af Coronaviruspandemien. | Aflyst på grund af Coronaviruspandemien. |
|      |                                          |                                          |                                          |                                          |
| 2021 | 1.                                       | Pedri                                    | Barcelona                                | 89                                       |
| 2021 | 2.                                       | Jude Bellingham                          | Borussia Dortmund                        | 39                                       |
| 2021 | 3.                                       | Jamal Musiala                            | Bayern München                           | 38                                       |
|      |                                          |                                          |                                          |                                          |
| 2022 | 1.                                       | Gavi                                     | Barcelona                                | 59                                       |
| 2022 | 2.                                       | Eduardo Camavinga                        | Stade Rennais Real Madrid                | 51                                       |
| 2022 | 3.                                       | Jamal Musiala                            | Bayern München                           | 47                                       |

### Vindere efter nationalitet
| Land     | Antal vindere | År         |
| -------- | ------------- | ---------- |
| Spanien  | 2             | 2021, 2022 |
| Frankrig | 1             | 2018       |
| Holland  | 1             | 2019       |

### Vindere efter klub
| Klub                | Antal vindere | År         |
| ------------------- | ------------- | ---------- |
| Barcelona           | 2             | 2021, 2022 |
| Paris Saint-Germain | 1             | 2018       |
| Ajax                | 1             | 2019       |
| Juventus            | 1             | 2019       |